# Kochofen
Kochofen är ett berg i Österrike.   Det ligger i distriktet Liezen och förbundslandet Steiermark, i den centrala delen av landet, 210 km väster om huvudstaden Wien. Toppen på Kochofen är 1 900 meter över havet, eller 107 meter över den omgivande terrängen. Bredden vid basen är 1,3 km.
Terrängen runt Kochofen är huvudsakligen bergig, men den allra närmaste omgivningen är kuperad. Runt Kochofen är det ganska glesbefolkat, med 25 invånare per kvadratkilometer.. Närmaste större samhälle är Schladming, 16,9 km väster om Kochofen. 
I omgivningarna runt Kochofen växer i huvudsak blandskog.